# French Stewart
Milton French Stewart (20. veljače 1964.), poznatiji kao French Stewart, američki je glumac, ponat po ulozi Harry Solomona u sitcomu 3rd Rock from the Sun te po ulozi Marva u božićnoj komediji Sam u kući 4.

## Privatni život
Stewart se 19. svibnja 1998. oženio američkom glumicom Katherinu LaNasu. Upoznali su se na snimanju serije 3rd Rock from the Sun kada je LaNasa imala gostujuću ulogu u jednoj epizodi 1996. godine. Par se rastao u prosincu 2009. godine. Nedugo nakon rastave, u lipnju 2011. godine vjenčao se s glumicom Vanessom Claire Smith. Vanessa je 28. lipnja 2013. rodila njihovu kćerku Helen Claire.

## Vanjske poveznice
- French Stewart u internetskoj bazi filmova IMDb-u (engl.)